# Xavier Valdez
Xavier William Valdez Derrig (Harlem, 23 novembre 2003) è un calciatore statunitense naturalizzato dominicano, portiere del Nashville e della nazionale dominicana.

## Carriera

### Club
Nato a New York, ha iniziato la sua carriera come attaccante per poi diventare portiere nel Manhattan SC. Dopo un periodo nello Shattuck-Saint Mary's mentre frequentava la high school locale, nel luglio 2020 è entrato nell'Academy dello Houston Dynamo. Il 27 febbraio 2022 ha firmato un contratto professionistico con il club texano.

### Nazionale
Nel maggio del 2023 con la nazionale dominicana Under-20 ha partecipato al Mondiale Under-20, disputando tre incontri nella fase a gironi.
Il 16 giugno 2023 ha debuttato con la nazionale maggiore nell'amichevole persa per 5-0 contro il Cile.
Nel 2024 ha partecipato ai Giochi Olimpici di Parigi.
Nel 2025 ha partecipato alla CONCACAF Gold Cup.

## Statistiche

### Presenze e reti nei club
Statistiche aggiornate al 27 novembre 2023.
| Stagione        | Squadra          | Campionato      | Campionato | Campionato | Coppe nazionali | Coppe nazionali | Coppe nazionali | Coppe continentali | Coppe continentali | Coppe continentali | Altre coppe | Altre coppe | Altre coppe | Totale | Totale | Totale |
| Stagione        | Squadra          | Comp            | Pres       | Reti       | Comp            | Pres            | Reti            | Comp               | Pres               | Reti               | Comp        | Pres        | Reti        | Pres   | Reti   |        |
| --------------- | ---------------- | --------------- | ---------- | ---------- | --------------- | --------------- | --------------- | ------------------ | ------------------ | ------------------ | ----------- | ----------- | ----------- | ------ | ------ | ------ |
| 2022            | Houston Dynamo 2 | MNP             | 13         | -15        |                 | -               | -               |                    | -                  | -                  |             | -           | -           | 13     | -15    |        |
| 2023            | Houston Dynamo 2 | MNP             | 18         | -32        |                 | -               | -               |                    | -                  | -                  |             | -           | -           | 18     | -32    |        |
| Totale carriera | Totale carriera  | Totale carriera | 31         | -47        |                 | -               | -               |                    | -                  | -                  |             | -           | -           | 74     | -47    |        |

### Cronologia presenze e reti in nazionale
| Cronologia completa delle presenze e delle reti in nazionale ― Rep. Dominicana | Cronologia completa delle presenze e delle reti in nazionale ― Rep. Dominicana | Cronologia completa delle presenze e delle reti in nazionale ― Rep. Dominicana | Cronologia completa delle presenze e delle reti in nazionale ― Rep. Dominicana | Cronologia completa delle presenze e delle reti in nazionale ― Rep. Dominicana | Cronologia completa delle presenze e delle reti in nazionale ― Rep. Dominicana | Cronologia completa delle presenze e delle reti in nazionale ― Rep. Dominicana | Cronologia completa delle presenze e delle reti in nazionale ― Rep. Dominicana |
| Data                                                                           | Città                                                                          | In casa                                                                        | Risultato                                                                      | Ospiti                                                                         | Competizione                                                                   | Reti                                                                           | Note                                                                           |
| ------------------------------------------------------------------------------ | ------------------------------------------------------------------------------ | ------------------------------------------------------------------------------ | ------------------------------------------------------------------------------ | ------------------------------------------------------------------------------ | ------------------------------------------------------------------------------ | ------------------------------------------------------------------------------ | ------------------------------------------------------------------------------ |
| 16-6-2023                                                                      | Viña del Mar                                                                   | Cile                                                                           | 5 – 0                                                                          | Rep. Dominicana                                                                | Amichevole                                                                     | -5                                                                             |                                                                                |
| 11-9-2023                                                                      | Santo Domingo                                                                  | Rep. Dominicana                                                                | 3 – 0                                                                          | Montserrat                                                                     | CONCACAF Nations League 2023-2024 - 1° turno                                   | -                                                                              |                                                                                |
| 13-10-2023                                                                     | Bridgetown                                                                     | Barbados                                                                       | 0 – 2                                                                          | Rep. Dominicana                                                                | CONCACAF Nations League 2023-2024 - 1° turno                                   | -                                                                              | 81’                                                                            |
| 16-10-2023                                                                     | Santiago de los Caballeros                                                     | Rep. Dominicana                                                                | 5 – 2                                                                          | Barbados                                                                       | CONCACAF Nations League 2023-2024 - 1° turno                                   | -2                                                                             |                                                                                |
| 17-11-2023                                                                     | Lookout                                                                        | Montserrat                                                                     | 2 – 1                                                                          | Rep. Dominicana                                                                | CONCACAF Nations League 2023-2024 - 1° turno                                   | -2                                                                             |                                                                                |
| 7-9-2024                                                                       | Piggotts                                                                       | Bermuda                                                                        | 2 – 3                                                                          | Rep. Dominicana                                                                | CONCACAF Nations League 2024-2025 - 1° turno                                   | -2                                                                             |                                                                                |
| 10-9-2024                                                                      | Piggotts                                                                       | Rep. Dominicana                                                                | 2 – 0                                                                          | Dominica                                                                       | CONCACAF Nations League 2024-2025 - 1° turno                                   | -                                                                              |                                                                                |
| 12-10-2024                                                                     | Hamilton                                                                       | Antigua e Barbuda                                                              | 0 – 5                                                                          | Rep. Dominicana                                                                | CONCACAF Nations League 2024-2025 - 1° turno                                   | -                                                                              |                                                                                |
| 15-10-2024                                                                     | Hamilton                                                                       | Rep. Dominicana                                                                | 5 – 0                                                                          | Antigua e Barbuda                                                              | CONCACAF Nations League 2024-2025 - 1° turno                                   | -                                                                              |                                                                                |
| 16-11-2024                                                                     | Santiago de los Caballeros                                                     | Rep. Dominicana                                                                | 6 – 1                                                                          | Dominica                                                                       | CONCACAF Nations League 2024-2025 - 1° turno                                   | -1                                                                             |                                                                                |
| 19-11-2024                                                                     | Santiago de los Caballeros                                                     | Rep. Dominicana                                                                | 6 – 1                                                                          | Bermuda                                                                        | CONCACAF Nations League 2024-2025 - 1° turno                                   | -1                                                                             | 77’                                                                            |
| 21-3-2025                                                                      | Bayamón                                                                        | Porto Rico                                                                     | 2 – 2                                                                          | Rep. Dominicana                                                                | Amichevole                                                                     | -2                                                                             |                                                                                |
| 25-3-2025                                                                      | Santiago de los Caballeros                                                     | Rep. Dominicana                                                                | 2 – 0                                                                          | Porto Rico                                                                     | Amichevole                                                                     | -                                                                              |                                                                                |
| 10-6-2025                                                                      | Santo Domingo                                                                  | Rep. Dominicana                                                                | 5 – 0                                                                          | Dominica                                                                       | Qual. Mondiali 2026                                                            | -                                                                              |                                                                                |
| 14-6-2025                                                                      | Inglewood                                                                      | Messico                                                                        | 3 – 2                                                                          | Rep. Dominicana                                                                | Gold Cup 2025 - 1º turno                                                       | -3                                                                             |                                                                                |
| 18-6-2025                                                                      | Arlington                                                                      | Costa Rica                                                                     | 2 – 1                                                                          | Rep. Dominicana                                                                | Gold Cup 2025 - 1° turno                                                       | -2                                                                             |                                                                                |
| 22-6-2025                                                                      | Arlington                                                                      | Rep. Dominicana                                                                | 0 – 0                                                                          | Suriname                                                                       | Gold Cup 2025 - 1° turno                                                       | -                                                                              |                                                                                |
| Totale                                                                         |                                                                                | Presenze                                                                       | 17                                                                             |                                                                                | Reti                                                                           | -20                                                                            |                                                                                |